# Forgiveness
 (octobre 2021).
Pour le film d’Udi Aloni, voir Forgiveness (film, 2006).
Singles de Ayumi Hamasaki
&
(2003) No Way To Say
(2003)
Forgiveness (écrit : forgiveness) est le trentième single original de Ayumi Hamasaki sorti sous le label Avex Trax, excluant ré-éditions, remixes, et son tout premier single.

## Présentation
Le single sort le 20 août 2003 au Japon sous le label Avex Trax, produit par Max Matsuura. Il ne sort qu'un mois après le précédent single de la chanteuse : &. Il atteint la première place du classement de l'Oricon. Il se vend à 132 092 exemplaires la première semaine, et reste classé pendant 12 semaines, pour un total de 222 194 exemplaires vendus durant cette période, soit des ventes bien plus faibles que d'habitude, trois fois inférieures à celles de son précédent single.
Le disque contient quatre titres : la chanson-titre, sa version instrumentale, et deux versions remixées des chansons  Ourselves  et  Hanabi ~Episode II~  du précédent single &. Ayumi Hamasaki a aussi écrit la musique de deux des chansons, sous le pseudonyme Crea, en collaboration avec Dai Nagao alias D・A・I.
La chanson-titre sert de générique de fin au drama Kōgen e Irasshai. Elle figurera sur l'album Memorial Address qui sortira quatre mois plus tard, puis sur la compilation A Complete: All Singles de 2008. Elle sera également ré-arrangée acoustiquement pour figurer sur l'album Ayu-mi-x 7 -Acoustic Orchestra- de 2011.

## Liste des titres
Toutes les paroles sont écrites par Ayumi Hamasaki.
| 1. | Forgiveness (forgiveness)                         | CREA & D・A・I               | 5:50 |
| 2. | Ourselves "Kentaro Takizawa Remix" (ourselves...) | Bounceback                   | 5:57 |
| 3. | Hanabi ~Episode II~ "HAL's Mix 2003" (HANABI...)  | CREA & D・A・I / remix : HΛL | 4:51 |
| 4. | Forgiveness (Instrumental) (forgiveness...)       | CREA & D・A・I               | 5:50 |